# Прилітав марсіанин в осінню ніч
«Прилітав марсіанин в осінню ніч» («Прилетал марсианин в осеннюю ночь») — радянський художній фільм 1979 року, знятий режисером Геннадієм Шумським на кіностудії «Мосфільм».

## Сюжет
Пашка Гіря та Валька Комаров, курсанти школи військових музикантів, втомившись від жорсткої дисципліни, втекли на південь. Переживши низку пригод та зустрічей із цікавими людьми, герої зробили висновки щодо своїх вчинків та повернулися до школи.

## У ролях
- Костянтин Верховський — Валька Комаров
- Микола Рум'янцев — Пашка Гіря
- Дарія Михайлова — Оксана
- Микола Горлов — Андрій Андрійович
- А. Володарський
- Геннадій Ялович — Курнаков, прапорщик
- Анатолій Ромашин — полковник
- Марина Яковлєва — Олена, дочка полковника
- Борис Токарєв — Женя, курсант
- Олександр Потапов — Георгій Іванович
- Наталія Андрейченко — Валькірія Миколаївна
- Микола Ферапонтов — попутник
- Наталія Гурзо — екскурсовод у музеї
- Олександра Охітіна — попутниця
- І. Пєтушкова — роль другого плану
- М. Язєв — роль другого плану
- Ель Трактовенко — перукар

## Знімальна група
- Режисер — Геннадій Шумський
- Сценарист — Олександр Александров
- Оператор — Григорій Бєлєнький
- Композитор — Ігор Єфремов
- Художник — Віктор Петров